# Молокова (муниципальное образование Алапаевское)
Молокова — деревня в Свердловской области России, входящая в муниципальное образование Алапаевское. Управляется Костинским территориальным управлением.

## География
Деревня располагается на правом берегу реки Реж, в 30 километрах на восток от города Алапаевска.

## Часовой пояс
Молокова, как и вся Свердловская область, находится в часовой зоне МСК+2. Смещение применяемого времени относительно UTC составляет +5:00.

## Население
| 2002 | 2010 |
| ---- | ---- |
| 12   | ↘5   |